# Great Neck
Great Neck (szó szerint: nagy nyak) egy térség New York állam Nassau megyéjében, amely a Long Island nevű sziget északi partján található, azonos nevű félszigetet foglalja magában, és számos közigazgatási területből áll.  A régió továbbá tartalmazza a félszigettől délre fekvő területet, a Success-tó környékét. Great Neck összlakossága mintegy 40 000 főre tehető, emiatt öt postai irányítószáma van (11020–11024).

## Alkotó települések
A térség az alábbi településekből áll. 
- Village of Great Neck
- Great Neck Estates
- Great Neck Plaza
- Kensington
- Kings Point
- Lake Success
- Russell Gardens
- Saddle Rock
- Thomaston
- Great Neck Gardens
- Harbor Hills
- Saddle Rock Estates
- University Gardens

## Fordítás
- Ez a szócikk részben vagy egészben  a   Great Neck, New York című angol Wikipédia-szócikk ezen változatának fordításán alapul.  Az eredeti cikk szerkesztőit annak laptörténete sorolja fel. Ez a jelzés csupán a megfogalmazás eredetét és a szerzői jogokat jelzi, nem szolgál a cikkben szereplő információk forrásmegjelöléseként.